# Château de Triac
Le château de Triac est situé dans la commune de Triac-Lautrait, en Charente, à proximité de Jarnac.

## Historique
Au XIe siècle, il relevait de la seigneurie de Jarnac. Le premier château est détruit durant la guerre de Cent Ans.
Reconstruit, il est incendié pendant les guerres de Religion par les huguenots en 1569, à la suite de la bataille de Jarnac.
Il est à nouveau reconstruit, par la famille de Salignac au début du XVIIe siècle. Après avoir subi un nouvel incendie, il est vendu en 1772. Vers 1879, il est réédifié à l'identique d'après d'anciens plans.

## Architecture
L'entrée a gardé ses deux tours rondes et à un angle du mur d'enceinte un pigeonnier au toit arasé.
Le château est entouré de douves sèches, délimitées par une rangée de balustres.

Sa façade à un étage avec deux ailes en retour est percée de larges fenêtres. Le toit d'ardoise à pente simple présente trois ouvertures ornementées.

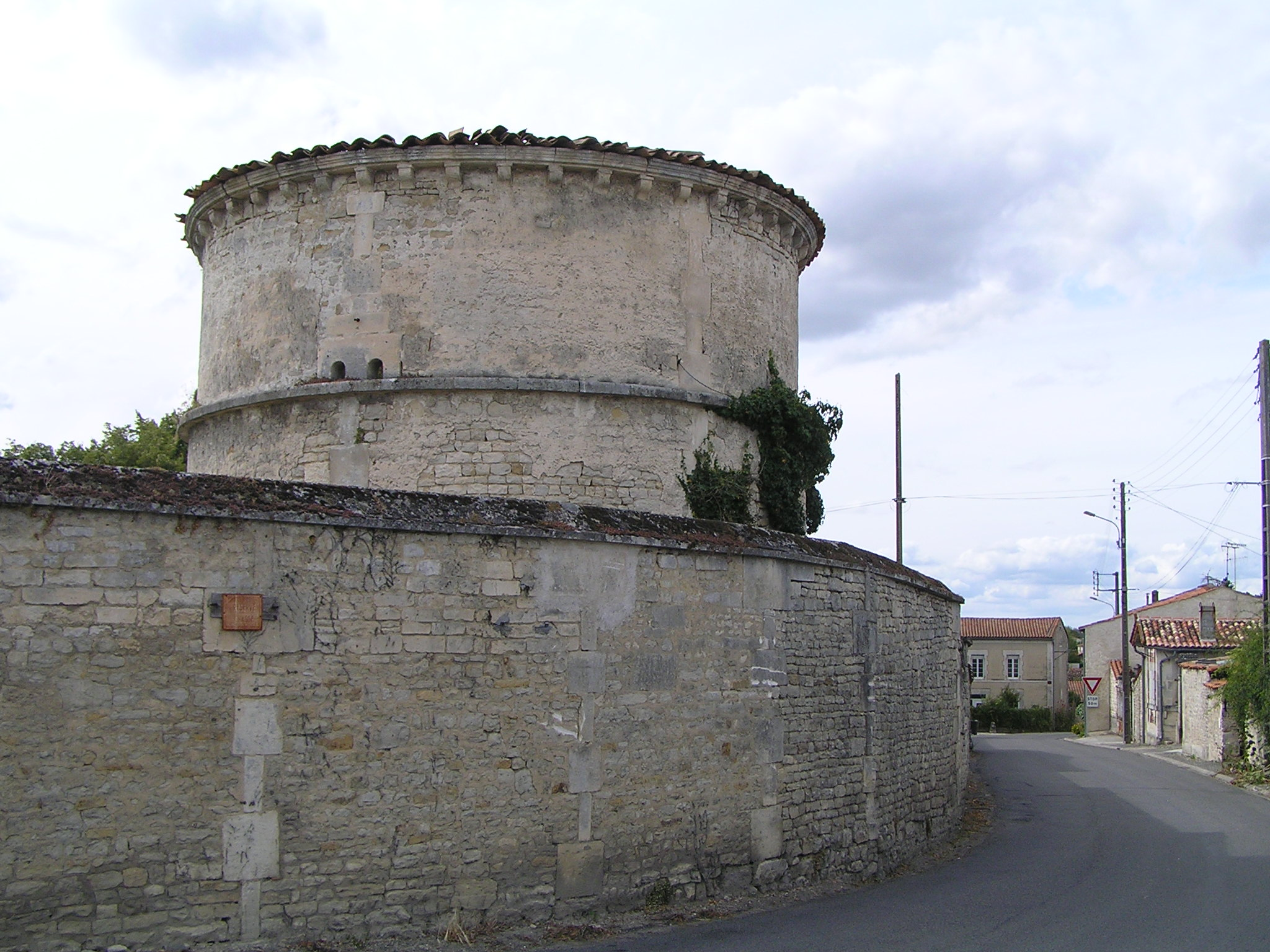
Pigeonnier de seigneur haut-justicier